# コイネー言語

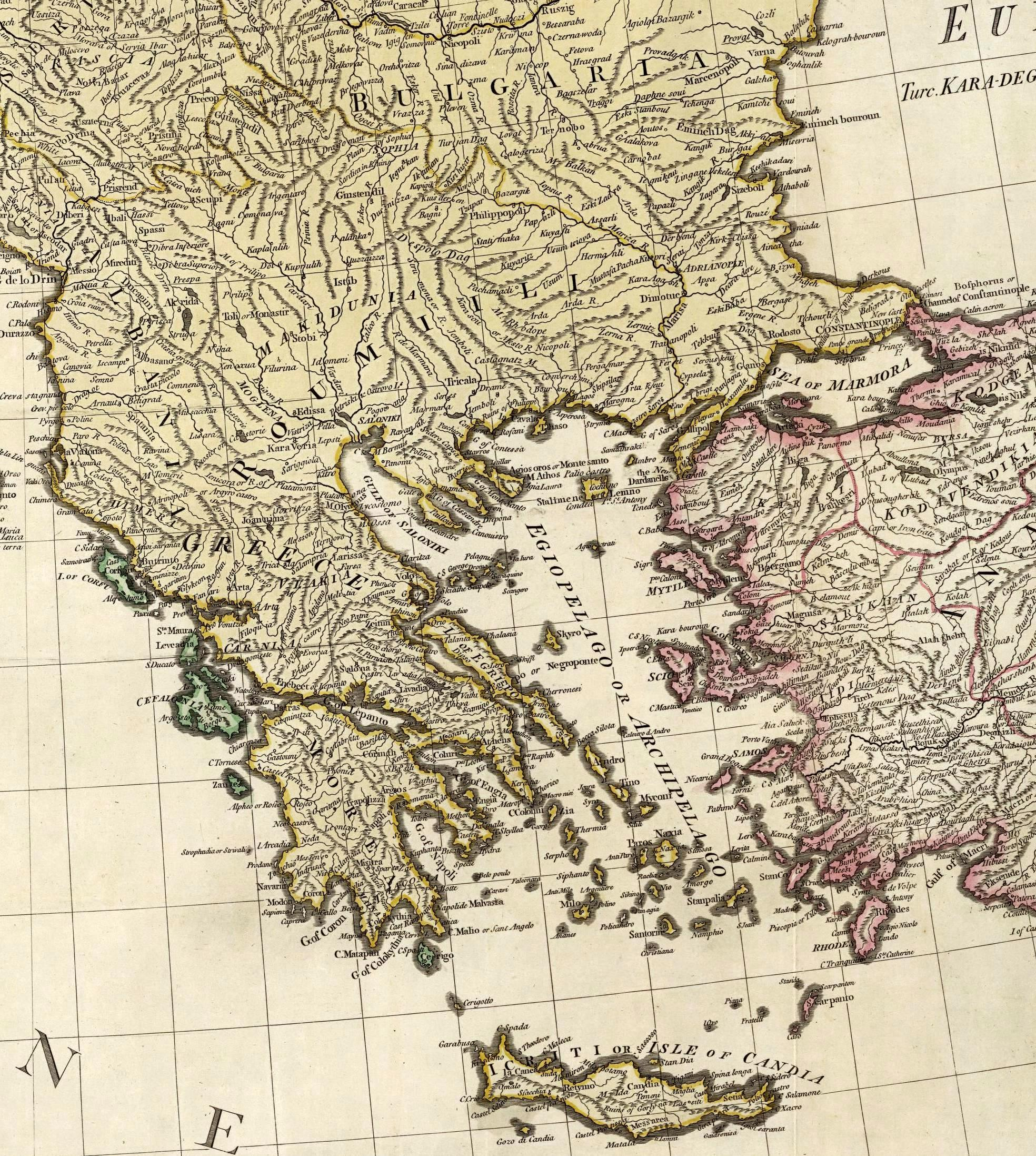
古代ギリシャ語の方言地図

言語学におけるコイネー言語(κοινή, Koiné language)とは同じ言語の2つ以上の方言の接触によって生じる標準語または方言である。コイネーに由来する。
話者はコイネー言語が発達する前にはお互いの方言が理解可能で、「コイネー化」はピジン言語化やクレオール言語化のように劇的ではない。ピジン化やクレオール化とは異なり、コイネー語の形成には「対象者」が存在しない。みずからが話す言語変種を捨てる必要のないコミュニティーにて起こる。
隣接方言間の普通の影響はコイネー化とはみなされない。コイネー化による方言の多様化は独自化した方言が加わることによる新たな言語変種の出現であり、既存の方言は変化しない。これが普通の方言の進化とコイネー化を区別するものである。